# Voetbalelftal van de Duitse Democratische Republiek in 1984
Het Voetbalelftal van de Duitse Democratische Republiek speelde in totaal tien officiële interlands in het jaar 1984, waaronder drie duels in de kwalificatiereeks voor de WK-eindronde in Mexico (1986). De nationale selectie stond onder leiding van bondscoach Bernd Stange.

## Balans
| Wedstrijden | Wedstrijden | Wedstrijden | Wedstrijden | Doelpunten | Doelpunten | Doelpunten | Punten |
| Gespeeld    | Winst       | Gelijk      | Verlies     | Voor       | Tegen      | Saldo      | Punten |
| ----------- | ----------- | ----------- | ----------- | ---------- | ---------- | ---------- | ------ |
| 10          | 6           | 1           | 3           | 21         | 12         | +9         | 1.300  |

## Interlands
|                                                                  |                               |       |                                                            | |
| 15 februari Vriendschappelijk № 215 «onderlinge duels» 15:30 uur | Griekenland                   | 1 – 3 | Duitse Democratische Republiek                             | Olympisch Stadion Spyridon Louis, Athene Toeschouwers: 5.000 Scheidsrechter: Mihalis Antoniou (CYP) |
| 15 februari Vriendschappelijk № 215 «onderlinge duels» 15:30 uur | Nikos Anastapoulos 33' (pen.) |       | 67' Matthias Döschner 82' Jürgen Raab 86' Torsten Gütschow | Olympisch Stadion Spyridon Louis, Athene Toeschouwers: 5.000 Scheidsrechter: Mihalis Antoniou (CYP) |

|                                                     |                                 |       |                     |                                                                                         |
| 28 maart Vriendschappelijk № 216 «onderlinge duels» | Duitse Democratische Republiek  | 2 – 1 | Tsjecho-Slowakije   | Georgi-Dimitroff-Stadion, Erfurt Toeschouwers: 7.000 Scheidsrechter: Bela Divinyi (HUN) |
| 28 maart Vriendschappelijk № 216 «onderlinge duels» | Ralf Minge 29' Rainer Ernst 42' |       | 35' Stanislav Griga | Georgi-Dimitroff-Stadion, Erfurt Toeschouwers: 7.000 Scheidsrechter: Bela Divinyi (HUN) |

|                                                        |                                |       |                       | |
| 11 augustus Vriendschappelijk № 217 «onderlinge duels» | Duitse Democratische Republiek | 1 – 1 | Mexico                | Friedrich-Ludwig-Jahn-Sportpark, Oost-Berlijn Toeschouwers: 10.200 Scheidsrechter: Vojtech Christov (TCH) |
| 11 augustus Vriendschappelijk № 217 «onderlinge duels» | Christian Backs 2'             |       | 21' Fernando Quirarte | Friedrich-Ludwig-Jahn-Sportpark, Oost-Berlijn Toeschouwers: 10.200 Scheidsrechter: Vojtech Christov (TCH) |

|                                                        |                                     |       |                           |                                                                                     |
| 29 augustus Vriendschappelijk № 218 «onderlinge duels» | Duitse Democratische Republiek      | 2 – 1 | Roemenië                  | Stadion der Freundschaft, Gera Toeschouwers: 8.500 Scheidsrechter: Vadim Zhuk (URS) |
| 29 augustus Vriendschappelijk № 218 «onderlinge duels» | Ralf Minge 18' Matthias Liebers 90' |       | 4' (pen.) Mircea Irimescu | Stadion der Freundschaft, Gera Toeschouwers: 8.500 Scheidsrechter: Vadim Zhuk (URS) |

|                                                         |                                |       |             |                                                                                              |
| 12 september Vriendschappelijk № 219 «onderlinge duels» | Duitse Democratische Republiek | 1 – 0 | Griekenland | Georgi-Dimitroff-Stadion, Zwickau Toeschouwers: 2.500 Scheidsrechter: Erik Fredriksson (SWE) |
| 12 september Vriendschappelijk № 219 «onderlinge duels» | Torsten Gütschow 23'           |       |             | Georgi-Dimitroff-Stadion, Zwickau Toeschouwers: 2.500 Scheidsrechter: Erik Fredriksson (SWE) |

|                                                         |                  |       |                                |                                                                               |
| 12 september Vriendschappelijk № 220 «onderlinge duels» | Engeland         | 1 – 0 | Duitse Democratische Republiek | Wembley Stadium, Londen Toeschouwers: 23.951 Scheidsrechter: Bep Thomas (NED) |
| 12 september Vriendschappelijk № 220 «onderlinge duels» | Bryan Robson 82' |       |                                | Wembley Stadium, Londen Toeschouwers: 23.951 Scheidsrechter: Bep Thomas (NED) |

|                                                       |                                                                                         |       |                                           |                                                                                    |
| 10 oktober Vriendschappelijk № 221 «onderlinge duels» | Duitse Democratische Republiek                                                          | 5 – 2 | Algerije                                  | Otto-Grotewohl-Stadion, Aue Toeschouwers: 8.000 Scheidsrechter: Lajos Nemeth (HUN) |
| 10 oktober Vriendschappelijk № 221 «onderlinge duels» | Dirk Stahmann 20' Frank Rohde 25' Rainer Ernst 44' Rainer Ernst 70' Joachim Streich 85' |       | 85' Lakhdar Belloumi 88' Rachid Mekhloufi | Otto-Grotewohl-Stadion, Aue Toeschouwers: 8.000 Scheidsrechter: Lajos Nemeth (HUN) |

|                                                     |                                        |       |                                                         |                                                                                    |
| 20 oktober WK-kwalificatie № 222 «onderlinge duels» | Duitse Democratische Republiek         | 2 – 3 | Joegoslavië                                             | Zentralstadion, Leipzig Toeschouwers: 63.000 Scheidsrechter: Horst Brummeier (AUT) |
| 20 oktober WK-kwalificatie № 222 «onderlinge duels» | Michael Glowatzky 11' Rainer Ernst 50' |       | 30' Mehmed Baždarević 48' Fadil Vokrri 80' Miloš Šestić | Zentralstadion, Leipzig Toeschouwers: 63.000 Scheidsrechter: Horst Brummeier (AUT) |

|                                                      |           |                                                                                  |                                |                                                                                                   |
| 17 november WK-kwalificatie № 223 «onderlinge duels» | Luxemburg | 0 – 5                                                                            | Duitse Democratische Republiek | Stade de la Frontière, Esch-sur-Alzette Toeschouwers: 1.179 Scheidsrechter: Thomas Donnelly (NIR) |
| 17 november WK-kwalificatie № 223 «onderlinge duels» |           | 60' Rainer Ernst 63' Ralf Minge 76' Rainer Ernst 78' Ralf Minge 81' Rainer Ernst |                                | Stade de la Frontière, Esch-sur-Alzette Toeschouwers: 1.179 Scheidsrechter: Thomas Donnelly (NIR) |

|                                                     |                                          |       |                                |                                                                                   |
| 8 december WK-kwalificatie № 224 «onderlinge duels» | Frankrijk                                | 2 – 0 | Duitse Democratische Republiek | Parc des Princes, Parijs Toeschouwers: 43.174 Scheidsrechter: Paolo Casarin (ITA) |
| 8 december WK-kwalificatie № 224 «onderlinge duels» | Yannick Stopyra 32' Philippe Anziani 89' |       |                                | Parc des Princes, Parijs Toeschouwers: 43.174 Scheidsrechter: Paolo Casarin (ITA) |

## Statistieken
| René Müller        | 1959-02-11 | Lokomotive Leipzig | 7 | 1 | 0 | 8   | 0  |
| Jörg Weißflog      | 1956-10-12 | Wismut Aue         | 2 | 1 | 0 | 3   | 0  |
| Bodo Rudwaleit     | 1957-08-03 | BFC Dynamo Berlin  | 1 | 0 | 0 | 29  | 0  |
| Wolfgang Benkert   | 1951-07-01 | Rot-Weiß Erfurt    | 0 | 1 | 0 | 1   | 0  |
| Verdediging        |            |                    |   |   |   |     |    |
| Hans-Jürgen Dörner | 1951-01-25 | Dynamo Dresden     | 8 | 0 | 0 | 93  | 9  |
| Ronald Kreer       | 1959-11-10 | Lokomotive Leipzig | 8 | 0 | 0 | 21  | 1  |
| Dirk Stahmann      | 1958-03-23 | 1. FC Magdeburg    | 7 | 1 | 1 | 23  | 1  |
| Rainer Troppa      | 1958-08-02 | BFC Dynamo Berlin  | 7 | 1 | 0 | 17  | 0  |
| Uwe Zötzsche       | 1960-09-15 | Lokomotive Leipzig | 7 | 0 | 0 | 13  | 0  |
| Matthias Döschner  | 1958-01-12 | Dynamo Dresden     | 4 | 3 | 1 |     |    |
| Hans-Uwe Pilz      | 1958-11-10 | Dynamo Dresden     | 3 | 1 | 0 | 12  | 0  |
| Frank Rohde        | 1960-03-02 | BFC Dynamo Berlin  | 3 | 0 | 1 |     |    |
| Axel Schulz        | 1959-05-20 | Hansa Rostock      | 1 | 1 | 0 |     |    |
| Frank Baum         | 1956-03-30 | Lokomotive Leipzig | 1 | 0 | 0 | 16  | 0  |
| Bernhard Konik     | 1960-04-10 | Wismut Aue         | 1 | 0 | 0 | 1   | 0  |
| Carsten Sänger     | 1962-11-08 | Rot-Weiß Erfurt    | 1 | 0 | 0 | 1   | 0  |
| Andreas Trautmann  | 1959-05-12 | Dynamo Dresden     | 1 | 0 | 0 | 7   | 0  |
| Middenveld         |            |                    |   |   |   |     |    |
| Ralf Minge         | 1960-10-08 | Dynamo Dresden     | 8 | 0 | 4 |     |    |
| Rainer Ernst       | 1961-12-31 | BFC Dynamo Berlin  | 7 | 0 | 7 |     |    |
| Wolfgang Steinbach | 1954-09-21 | 1. FC Magdeburg    | 7 | 0 | 0 |     |    |
| Michael Glowatzky  | 1960-07-01 | FC Karl-Marx-Stadt | 4 | 1 | 1 |     |    |
| Matthias Liebers   | 1958-11-22 | Lokomotive Leipzig | 4 | 1 | 1 |     |    |
| Christian Backs    | 1962-08-26 | BFC Dynamo Berlin  | 3 | 0 | 1 | 7   | 1  |
| Norbert Trieloff   | 1957-08-24 | BFC Dynamo Berlin  | 2 | 0 | 0 |     |    |
| Jörg Stübner       | 1965-07-23 | Dynamo Dresden     | 1 | 1 | 0 |     |    |
| Reinhard Häfner    | 1952-02-02 | Dynamo Dresden     | 1 | 0 | 0 | 58  | 5  |
| Damian Halata      | 1962-08-08 | 1. FC Magdeburg    | 1 | 0 | 0 |     |    |
| Mario Neuhäuser    | 1963-11-08 | FC Karl-Marx-Stadt | 0 | 1 | 0 |     |    |
| Norbert Rudolph    | 1960-06-07 | Vorwärts Frankfurt | 0 | 1 | 0 |     |    |
| Aanval             |            |                    |   |   |   |     |    |
| Joachim Streich    | 1951-04-13 | 1. FC Magdeburg    | 2 | 4 | 1 | 102 | 55 |
| Hans Richter       | 1959-09-14 | FC Karl-Marx-Stadt | 2 | 2 | 0 | 13  | 4  |
| Andreas Thom       | 1965-09-07 | BFC Dynamo Berlin  | 2 | 1 | 0 | 3   | 0  |
| Torsten Gütschow   | 1962-07-28 | Dynamo Dresden     | 2 | 0 | 2 | 2   | 2  |
| Jürgen Raab        | 1958-12-20 | FC Carl Zeiss Jena | 1 | 3 | 1 | 7   | 1  |
| Bernd Schulz       | 1960-02-12 | BFC Dynamo Berlin  | 1 | 0 | 0 | 1   | 0  |
| Harald Mothes      | 1956-11-28 | Wismut Aue         | 0 | 1 | 0 | 1   | 0  |
| Frank Pastor       | 1957-12-07 | Hallescher FC      | 0 | 1 | 0 | 2   | 0  |
| Armin Romstedt     | 1957-01-06 | Rot-Weiß Erfurt    | 0 | 1 | 0 | 1   | 0  |
| Bernd Wunderlich   | 1957-02-24 | Vorwärts Frankfurt | 0 | 1 | 0 | 1   | 0  |